# 奋进的旋律
《奋进的旋律》是2020年首播的中国大陆电视剧，由苏舟执导，李东学、于越、李若宁、薛皓文等主演。2020年2月10日在央视一套播出。该剧是庆祝中华人民共和国成立七十周年国家广播电视总局优秀剧目展播劇目之一。